# 황인구
황인구(1966년 9월 7일 ~ )는 대한민국 서울특별시의회 의원이다.

## 경력
- 심재권 국회의원 지방자치특보
- 민주당 서울특별시당 청년위원회 수석부위원장
- (주)광림공원 부사장
- 민주당 청년위원회 운영위원
- (주)효성물류 대표이사
- 2010.07 ~ 2014.06: 제6대 서울특별시 강동구의회 의원
- 2014.07 ~ 2018.04: 제7대 서울특별시 강동구의회 의원
- 2018년 7월 1일 ~ 2022년 6월 30일 : 제10대 서울특별시의회 의원

## 역대 선거 결과
|  | 41.69% |

|  | 10.17% |

|  | 29.34% |

|  | 50.16% |

|  | 66.49% |